# Зевахин, Михаил Степанович
Михаи́л Степа́нович Зева́хин (12 сентября 1922, Яранский уезд, Вятская губерния — 13 января 1944, Казань) — военный лётчик, капитан Рабоче-крестьянской Красной Армии, участник Великой Отечественной войны, Герой Советского Союза (1944).

## Биография
Родился 12 сентября 1922 года в деревне Гари. Окончил семь классов Корляковской средней школы и аэроклуб, учился в Сарапульском сельскохозяйственном техникуме. В 1939 году был призван на службу в Рабоче-крестьянскую Красную Армию, в 1940 году окончил Молотовскую военную авиационную школу пилотов. С мая 1942 года — на фронтах Великой Отечественной войны. Участвовал в боях подо Ржевом, освобождении Смоленской области.
К сентябрю 1943 года командовал звеном 11-го отдельного разведывательного авиаполка 3-й воздушной армии Калининского фронта в звании старшего лейтенанта. К тому времени он совершил 198 боевых вылетов на бомбардировку и разведку вражеских войск и объектов. Принял участие в 20 воздушных боях, в которых лично сбил 2 немецких самолёта. В 1943 году принят в ВКП(б).
6 октября 1943 года при выполнении разведки в районе оз. Сенница — Опухлики самолёт Михаила Зевахина был подожжён в воздушном бою, лётчик был ранен в ногу, но довёл горящую машину на свою территорию, где экипаж покинул самолёт.
В конце ноября 1943 года во главе группы экипажей был направлен в Казань для перегонки в полк новых самолётов Пе-2. 13 января 1944 года при облёте самолёта на посадке вследствие неисправности воздушных винтов самолёт нерасчётливо резко снизился; при приземлении до начала ВПП на неукатанном глубоком снегу произошло скоростное капотирование. Был доставлен в Казанский военный госпиталь, но врачам спасти его не удалось — М. С. Зевахин скончался 13 января 1944 года.
Похоронен в Казани на Арском кладбище в братской могиле с двумя членами своего экипажа — лётчиком-наблюдателем лейтенантом Г. С. Скуратовым и начальником связи эскадрильи лейтенантом А. Ф. Бубликом.
Указом Президиума Верховного Совета СССР «О присвоении звания Героя Советского Союза офицерскому составу военно-воздушных сил Красной Армии» от 4 февраля 1944 года за «образцовое выполнение боевых заданий командования на фронте борьбы с немецкими захватчиками и проявленные при этом отвагу и геройство» капитан Михаил Зевахин посмертно был удостоен высокого звания Героя Советского Союза.

## Награды
- два ордена Красного Знамени (26.8.1942[12]; 1.8.1943[13]);
- орден Ленина (18.5.1943)[14]
- Герой Советского Союза (орден Ленина и медаль «Золотая Звезда»; 4.2.1944)[5][15].

## Память
Навечно зачислен в списки личного состава воинской части (18 октября 1972).
Памятник Герою работы скульптора В. И. Рогожина установлен в Сарапуле по адресу: Первомайская улица, 24. Бюст на постаменте в виде усечённой колонны открыт 5 мая 1980 года.
Именем М. С. Зевахина названы:
- улицы в селе Сигаево[18], в посёлке Санчурск[19], в Казани[20];
- площадь в селе Корляки Санчурского района[19];
- улица в городе Ижевске[21]

Имя М. С. Зевахина увековечено на Мемориальной стеле Героям Советского Союза у Вечного огня в Ижевске.
Материалы, посвящённые М. С. Зевахину, хранятся в Музее истории и культуры Среднего Прикамья (Сарапул).

## Комментарии
1. ↑  Деревня Гари (Гаревский; во многих источниках пишется Горевская), относившаяся к Юкшумской волости Яранского уезда, в последующем входила в состав Корляковского сельсовета Санчурского (в 1945—1955 — Корляковского) района Кировской области; упразднена 21.5.1984[3].
2. ↑  Во многих источниках указывается на получение М. С. Зевахиным тяжёлых ранений одном из боёв в январе 1944 года[5], либо о гибели «при выполнении боевого задания»[10], «от ран»[4] без детализации.
3. ↑  «Уголок лётчиков» находится слева от южных ворот, ближе к каменной ограде кладбища[8].